# سينغ

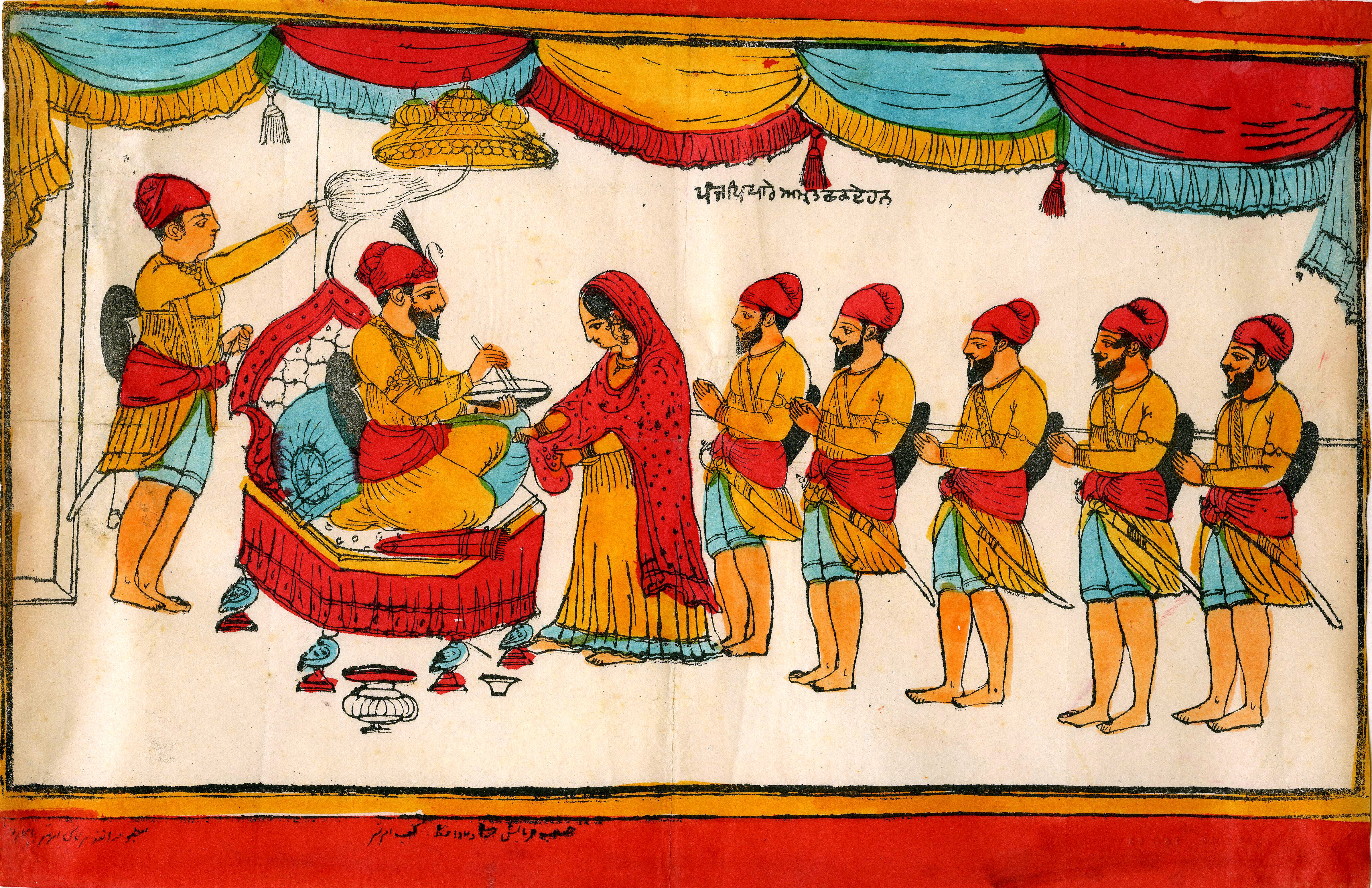

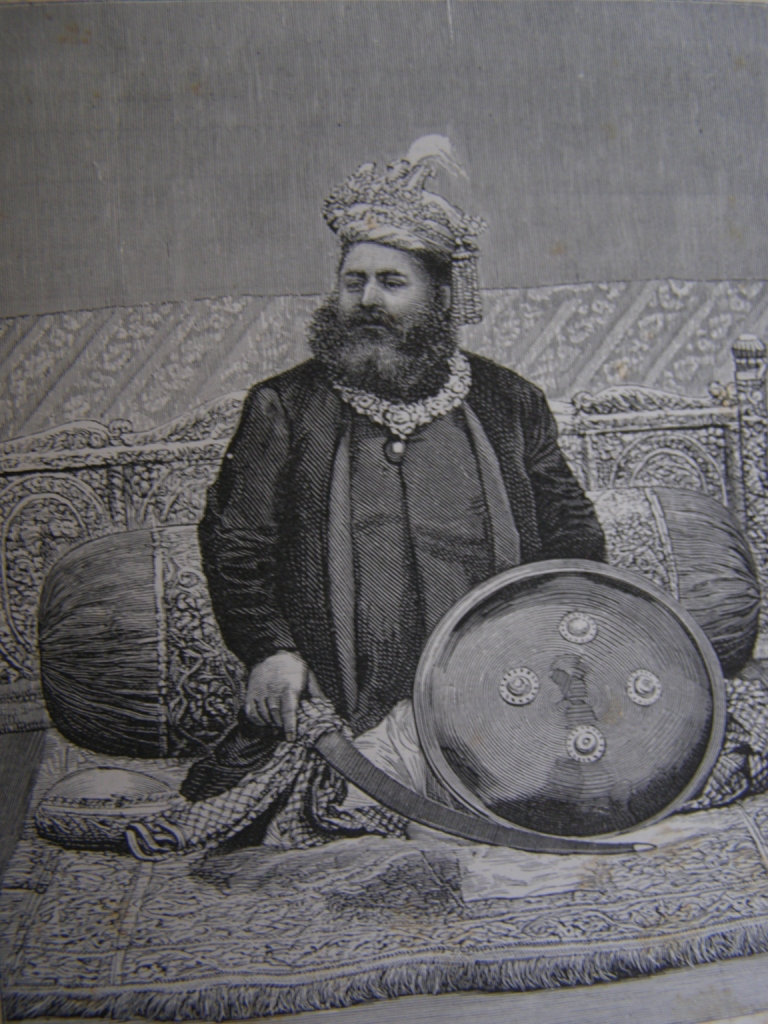

[[ملف:Pratap Singh of Than
javur.jpg|تصغير]]

## سينغ
سينغ (/ˈsɪŋ/) وهو لقب أو اسم أوسط أو اسم عائلة ويعني «أسد» باللغة السنسكريتية وتم تبنيه كلقب من قبل بعض المحاربين وفي القرن الثامن عشر تم إعطاء هذا اللقب من قبل غورو جوبيند سينغ لجميع الذكور السيخ. كما تبنته طوائف ومجتمعات عدة. ويتواجد الآن بكثرة حول العالم بين المجتمعات والجماعات الدينية  مما يجعله لقبًا أكثر من اسم عائلة.

## أصل الكلمة والإختلافات
كلمة سنغ مشتقة من كلمة (सिंह (siṃha (سيمها) السنسكريتية والتي تعني «بطل» أو «شخص بارز».
- توجد عدة أشكال للكلمة بلغات أخرى:
- يكتب الاسم بالهندية والنيبالية सिंह ويلفظ [sɪŋɡʱ] .
- يكتب الاسم بلغة الأوريا 'ସିଂ' (و يلفظ كسينغ) أو 'ସିଂହ' " (يلفظ سينغها أو سينها).
- يكتب الاسم باللغة البنغالية সিংহ (سينغ-هو) والذي أيضا يعني أسد ولكنه يلفظ (شينغه).
- يكتب الاسم باللغة البنجابية (كتابة كرمكهي أو كتابة شاه مكهي) ਸਿੰਘ/سِنگھ وتلفظ سينغ
- يكتب باللغة الأردية سِنگھ مع نفس اللفظ ويلفظ بشكل مختلف في بهار (سيمها أو سينها).[7]
- ييكتب الاسم باللغة المايثيلية सिंह ويلفظ سينغ وسينها على حدٍ سواء.
- ييكتب الاسم باللغة المراثية सिंह ويلفظ سينها.
- يكتب الاسم باللغة الكجراتية  સિંહ (سينه) ويلفظ [sĩɦ].[8]
- يكتب بلغة شينا سِنگھ.
- باللغة الصينية، شيزي (Shīzi) (狮子) وتعني أسد.
- باللغة المالايالامية، سيمهام (സിംഹം) وتعني أسد.
- بلغة الميتي يكتب ويلفظ سينغ (singh), بالرغم من أنه العديد من مجتمعات الميتي تعود لإستخدام نظام تسميتهم التقليدي. كما يستخدم أيضا شعب بيشنوبريا مانيبوري كلمة سينها (সিনহা) أو سينغا (সিংহ).
- يكتب الاسم باللغة التميلية சிங்கம்.
- ييكتب الاسم باللغة السنهالية සිංහ ويلفظ سينغها (Singha).
- باللغة البورمية تكتب သီဟ (ثيها)(thiha) وهي مشتقة من كلمة سيها بلغة بالي.
- في تايلاند تعرف كلمة سينغها ب سينغ (สิงห์) والتي تعني «أسد».
- في اندونيسيا وماليزيا تعني سينغا أو سينغها أسد.
- يعرف الاسم باللغة الكنادية سيمها ويكتب ಸಿಂಹ.

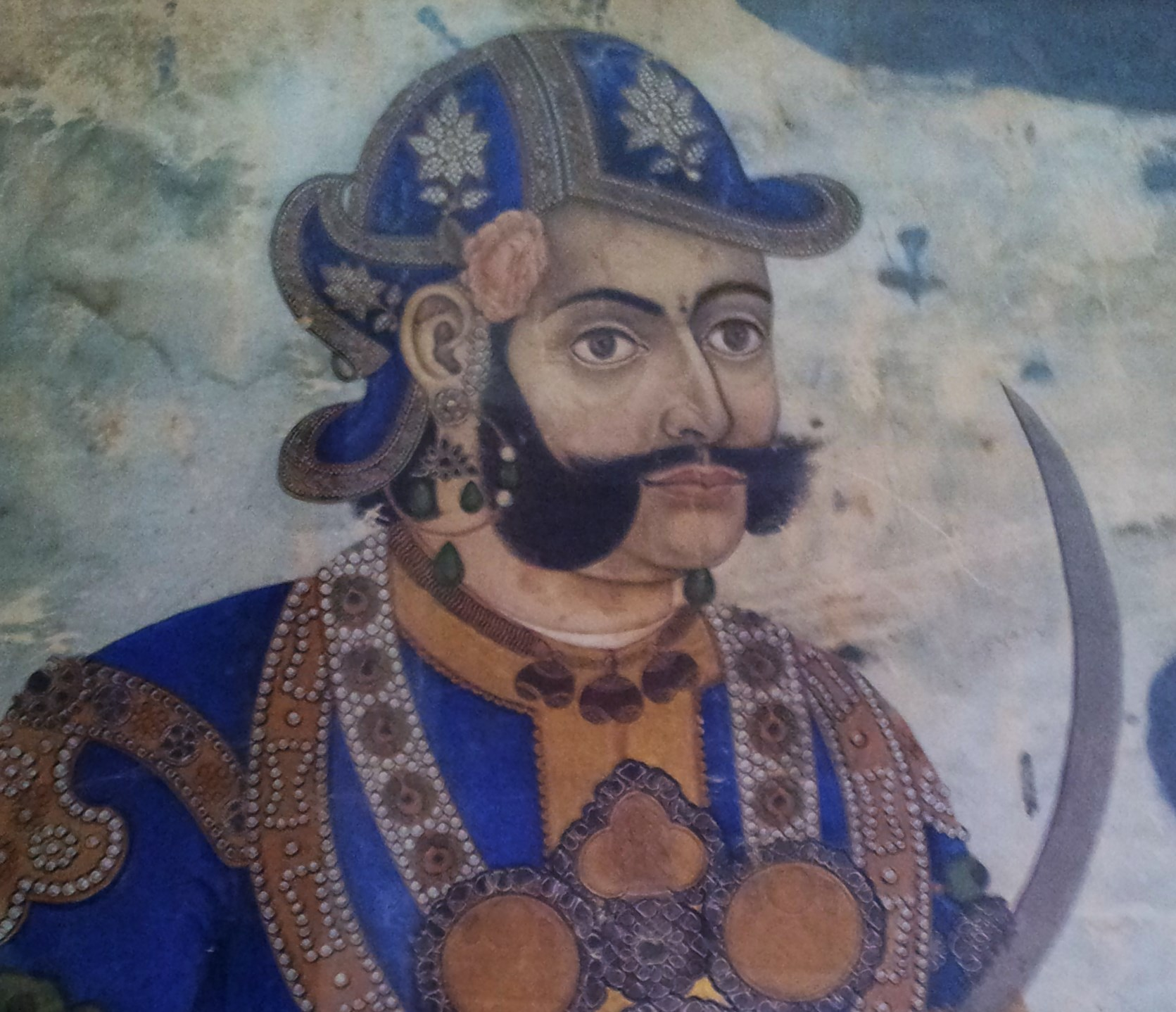

## تاريخ
في الأصل الكلمة السنسكريتية لأسد والتي تم ترجمتها بأشكال مختلفة مثل سيمها أو سينغ كانت لقبا يطلق على المقاتلين الكشاتريا في الأجزاء الشمالية من الهند. أقدم الأمثلة المسجلة للأسماء المنتهية بـ «سيمها» هي أسماء ابني حاكم ساكا رودرارامان في القرن الثاني ميلادي. كان جاياسيمها الذي حكم حوالي العام 500 ميلادي أول حاكم من سلالة تشالوكيا يحمل لقب سيمها. واستمر فرع فينجي من التشالوكيين باستخدام سيمها كإسم أخير حتى القرن الحادي عشر. بدأ الراجبوت باستخدام اسم سينغ وفضلوه على النعت الكلاسيكي «فارمان». أصبح استخدام كلمة سيمها صرعة عند الراجبوت والبارامارا؛ من مالوا في القرن العاشر وعند الغيهلوت والكاتشوها من ناروار  في القرن الثاني عشر والراثور من ماروار في القرن السابع عشر.

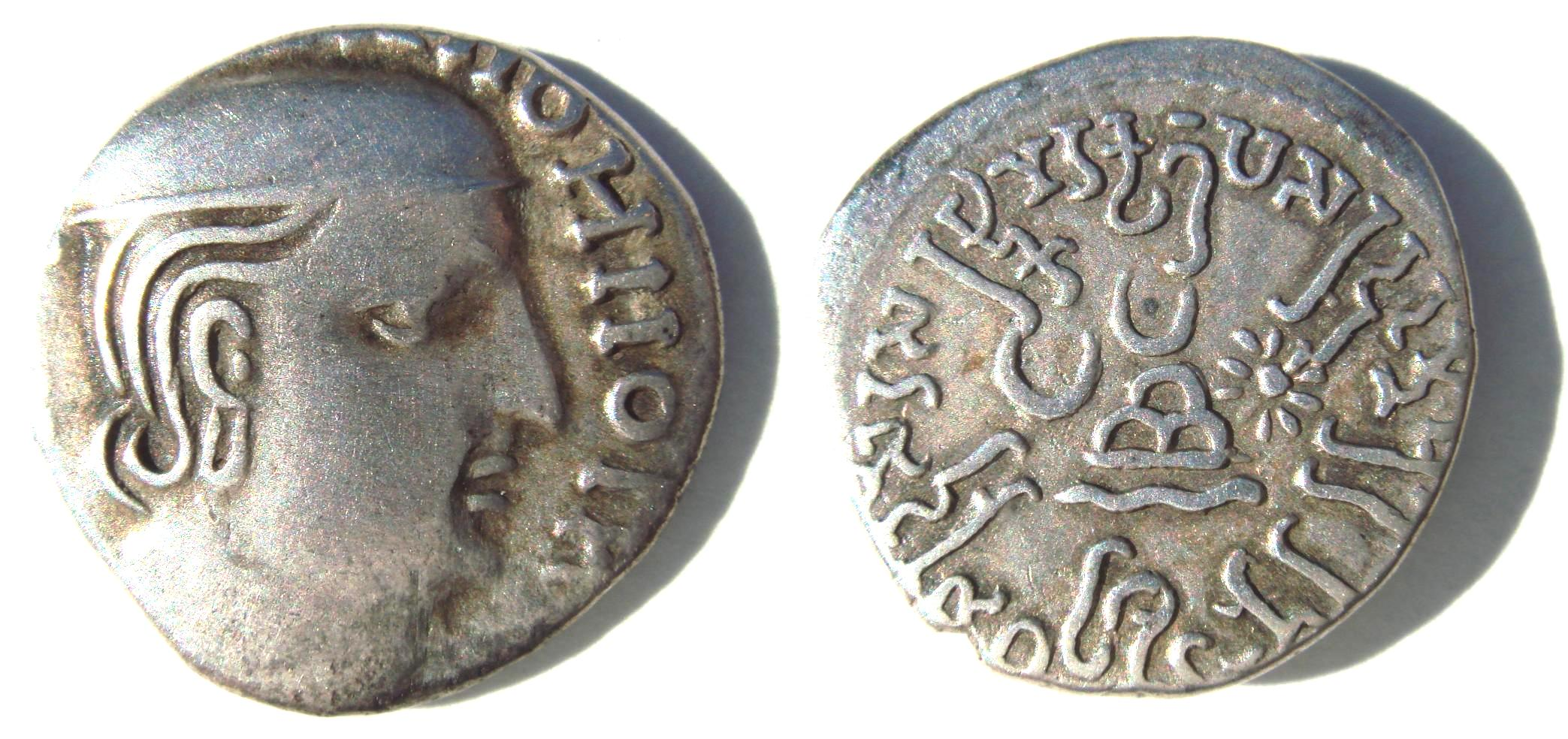

بحلول القرن السادس عشر أصبح «سينغ» لقبًا مشهورًا بين راجبوت. وتم تبنيه من قبل السيخ في عام 1699 وفقًا لتعليمات سري غورو جوبيند سينغ جي. يستخدم جميع الذكور السيخ سينغ، بغض النظر عن ارتباطهم الجغرافي أو الثقافي بينما تستخدم النساء كلمة كاور.
القرن الثامن عشر بدأت عدة مجموعات في استخدام لقب «سينغ».و شمل هؤلاء البراهمة والكاياستا وبانياس من فيما بات يعرف الآن بأوتار براديش وبهار. في القرن التاسع عشر إعتمد حتى زعماء البلاط البنغالي من الطبقات الدنيا لقب «سينغ». البهوميرا الذين استخدموا بالأصل أسماء عائلات من البراهمة بدأوا أيضا بإضافة سينغ إلى أسمائهم.في ولاية بهار وجهارخاند أصبح اللقب يرتبط بالقوة والسلطة واعتمد من قبل أشخاص من طوائف متعددة بما في ذلك براهمة زميندار. وإعتمد الأهير (ياداف) وال كورمي سينغ كجزء من أسمائهم.
كما استخدم أناس ينتمون إلى العديد من الطوائف والمجتمعات الأخرى سينغ كلقب أو اسم أوسط أو اسم عائلة ويشملون البنجاب من غير السيخ والجوججار (مثل، نيربهاي سينغ جوججار) والماراثا (مثل، براتاب سينغ راو جايكواد) والجات الهندوس (مثل، بهيم سينغ رانا) والجات السيخ (المهراجا رانجيت سينغ). تستخدم العديد من الجماعات الطبقية/طوائف في ولاية بهار لقب «سينغ». كما تم العثور على الاسم أيضًا بين الشتات الهندي. تم إستغلال حقيقة أنه لا توجد طريقة موثوقة للتحقق من طبقة الشخص، على سبيل المثال قام البعض من العمال الهنود المتعاقدين  من الطبقة المتدنية الذين تم جلبهم إلى غيانا البريطانية بأخذ اسم العائلة «سينغ» لكي يدعوا أنهم من الطبقة العليا كشاتريا.

## الاستخدام
يتم استخدام «سينغ» بشكل عام كإسم عائلة (مثل مانموهان سينغ أو يوفراج سينغ) أو كإسم أوسط/لقب (مثل مولايام سينغ ياداف، ماهيندرا سينغ دوهاني) عند استخدامه كإسم أوسط يتبعه عمومًا اسم الطبقة أو العشيرة أو العائلة. من أجل إيقاف ممارسة نظام الطبقات في السيخية  قام بعض السيخ بإلحاق «خالسا» بسينغ (مثل هارندر سينغ خالسا). ويضيف بعض السيخ أسماء قراهم الأصلية بدلاً من ذلك (على سبيل المثال هارتشاران سينغ لونغووال، بعد لونغووال).
في الأصل كانت الممارسة الشائعة بين رجال الراجبوت هي أن يكون «سينغ» هو الاسم الأخير لهم، بينما كانت نساء راجبوت يحملن الاسم الأخير «كاور». ومع ذلك لآن العديد من نساء راجبوت لديهن اسم سينغ أيضًا (مثل براشانتي سينغ).

## خارج جنوب آسيا
هنالك قسم يتكون من حوالي مليون من أتباع السيخية الذين يعيشون في الدول الغربية ويحتفظون باسم سينغ أو كاور فقط كإسمهم الأخير. وقد تسبب هذا في مشاكل قانونية في إجراءات الهجرة خاصة في كندا وعلى مدى عقد من الزمن صرحت المفوضية الكندية العليا في نيودلهي في رسائل إلى زبائنها السيخ أن «الأسماء كاور وسينغ لا تؤهل لاجل الهجرة إلى كندا» ومطالبة الأشخاص الذين يحملون هذه الألقاب بإعتماد أسماء جديدة. هذا وقد إستنكر المجتمع السيخي هذا الحظر ثم أعلنت وزارة المواطنة والهجرة الكندية تتخليها عن هذه السياسة واصفة القضية برمتها بأنها سوء تفاهم على أساس خطاب «سيئ الصياغة».